# Mopsus
Mopsus Karsch, 1878 è un genere di ragni appartenente alla famiglia Salticidae.

## Caratteristiche
Le femmine raggiungono i 12 millimetri di lunghezza, per dimensioni sono i più grandi salticidi australiani. I maschi sono vivacemente colorati e decorati da strisce in forma di baffi laterali di colore bianco, che si innalzano sopra ciuffi di peli neri.
Le femmine non hanno sovrapposizioni di peli e ciuffi ma hanno la pars cephalica a guisa di una maschera rossa e bianca.

## Etologia
Questi ragni mostrano comportamenti complessi, simili a quelli del genere Phidippus, in particolare (P. johnsoni, P. femoratus) e Portia fimbriata, tanto che potrebbe trattarsi di un caso di evoluzione convergente.
Tipico è il corteggiamento e l'accoppiamento: se la femmina è lontana dalla sua tela, si osserva un comportamento comune ad altre specie di ragni; se all'interno della tela il comportamento è pressoché uguale a quello di P. johnsoni. Come altri salticidi, il maschio adulto vive con una femmina subadulta in una tela adiacente finché questa non diventa adulta, poi in una tela con altri maschi maturi.

## Distribuzione
L'unica specie oggi nota di questo genere è stata rinvenuta in Australia orientale (Queensland e Nuovo Galles del Sud) e Nuova Guinea.

## Tassonomia
A dicembre 2010, si compone di una specie:
- Mopsus mormon Karsch, 1878[3] — Nuova Guinea, Australia orientale